# Druhotný les

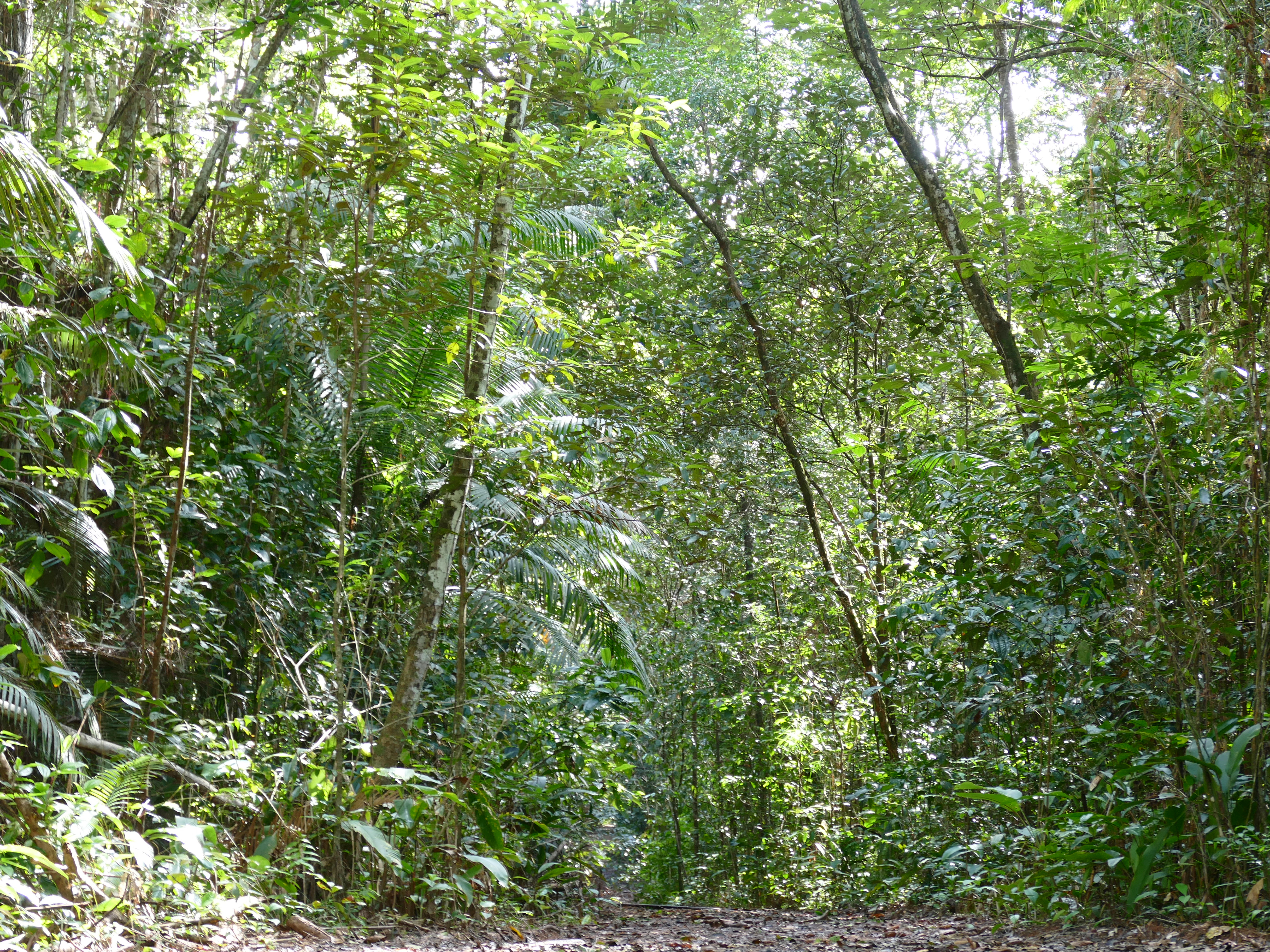
Sekundární les ve Francouzské Guyaně

Druhotný les nebo také sekundární les je označení pro lesní ekosystém, který vznikl obnovou po velkém narušení primárního lesa, ať už následkem přírodních katastrof (požár, polomy) nebo následkem lidské činnosti. Druhotné lesy mohou vznikat buďto přirozenou obnovou nebo zalesněním. Druhová struktura druhotného lesa se zpravidla odlišuje od druhové struktury původních pralesů. Osídlení sekundárních lesů původními organismy může sekundární les přiblížit zpět k primárnímu lesu, což je však možné pouze v případě, že je poškozená oblast malá.
Evropské lesy patří mezi druhotné lesy.